# Koçanaj
Koçanaj – wieś położona w południowo-wschodniej części Albanii w gminie Margegaj.